# Va curge sânge
Va curge sânge (în engleză There Will Be Blood) este un film dramatic american din 2007, scris și regizat de Paul Thomas Anderson. Filmul este inspirat de romanul Oil!⁠(d) (1927) de Upton Sinclair. Acesta prezintă povestea lui Daniel Plainview (Daniel Day-Lewis) - un miner devenit petrolist - care visează să se îmbogățească în timpul exploatării zăcămintelor de petrol din sudul Californiei⁠(d) de la sfârșitul secolului al XIX-lea și începutul secolului al XX-lea. În distribuție apar Paul Dano, Kevin J. O'Connor, Ciarán Hinds⁠(d) și Dillon Freasier⁠(d).
Filmul a fost produs de Ghoulardi Film Company și distribuit de Paramount Vantage⁠(d) și Miramax Films. A câștigat premiul Ursul de Argint pentru cel mai bun regizor și premiul pentru contribuție artistică specială pentru coloana sonoră compusă de Jonny Greenwood în cadrul Festivalului Internațional de Film de la Berlin⁠(d) in 2008. Filmul a avut încasări de 76,2 milioane de dolari la nivel mondial și un buget de 25 de milioane de dolari.
Va Curge Sânge a primit laude și recenzii pozitive pentru cinematografie, regie, scenariu, coloana sonoră și interpretările lui Day-Lewis și Dano. Day-Lewis a câștigat premiul pentru cel mai bun actor în carul Oscar, BAFTA, Globul de Aur, Screen Actors Guild⁠(d), Premiul criticilor de film din New York⁠(d) și Irish Film & Television Academy⁠(d). Este considerat de către criticii de film drept unul dintre cele mai bune filme ale secolului XXI și a fost inclus pe listele „Top 10” din 2007 ale criticilor din cadrul Institutului American de Film, Societății Naționale a Criticilor de Film, National Board of Review si Los Angeles Film Critics Association⁠(d). La cea de-a 80-a ediție a Premiilor Oscar, filmul a fost nominalizat la opt categorii (la egalitate cu o altă coproducție Paramount Vantage/Miramax Nu există țară pentru bătrâni). Nominalizările au fost la categoriile cel mai bun film, cel mai bun regizor și cel mai bun scenariu adaptat pentru Anderson. Pe lângă premiul Oscar câștigat de Daniel Day-Lewis la categoria cel mai bun actor, Robert Elswit⁠(d) a câștigat premiul pentru cea mai bună fotografie.

## Intriga
În 1898, prospectorul Daniel Plainview descoperă un zăcământ de argint în New Mexico, însă suferă un accident și își fracturează piciorul. Acesta colectează o probă și se târăște până la o instituție pentru testarea purității⁠(d). La scurt timp după, acesta revendică proprietatea⁠(d) în vederea exploatării. În 1902, descoperă petrol lângă Los Angeles⁠(d) și înființează o companie de foraj. După ce un muncitor își pierde viața într-un accident de muncă, Daniel îl adoptă pe fiul orfan al acestuia. Băiatul, H.W., devine partenerul său de afaceri, fapt care-i permite lui Daniel să se prezinte potențialilor investitori ca fiind un familist.
În 1911, Daniel este abordat de Paul Sunday, un tânăr care îi povestește despre un zăcământ de petrol aflat în proprietatea familiei sale în Little Boston, California. Daniel vizitează proprietatea familiei Sunday și îl întâlnește pe fratele geamăn al lui Paul, Eli, predicatorul local. Daniel încearcă să cumpere ferma la un preț de nimic, susținând că dorește să vâneze prepelițe, însă motivele sale sunt puse sub semnul întrebării de Eli, care știe de existența zăcămintelor de petrol. Predicatorul îi propune ca în schimbul proprietății, biserica sa să primească 10.000 de dolari. Aceștia cad de acord și Daniel achiziționează toate terenurile disponibile din jurul proprietății familiei Sunday, excepție făcând proprietatea lui William Bandy.
Eli dorește să binecuvânteze puțul petrolier înainte de exploatare. Daniel este inițial de acord, însă refuză în cele din urmă. Odată cu începerea operațiunilor de forare, au loc mai multe nenorociri: un muncitor își pierde viața într-un accident, iar H. W. își pierde auzul ca urmare a unei explozii⁠(d). De asemenea, explozia distruge întreaga structura a sondei. Eli consideră că binecuvântarea necorespunzătoare a puțului este cauza acestor întâmplări. Când acesta îi cere banii pentru biserică, Daniel îl bate și îl umilește. În aceeași seară, Eli își atacă și mustră tatăl deoarece are încredere în Daniel.
Un bărbat necunoscut sosește la ușa lui Daniel și pretinde că este fratele său vitreg, Henry. Daniel îl angajează și cei doi devin apropiați. Gelos, H.W. incendiază casa cu intenția de a-l ucide pe Henry. Daniel îl trimite pe acesta la o școala specială în San Francisco. Un reprezentant al companiei Standard Oil dorește să achiziționeze terenurile lui Daniel, însă acesta refuză și încheie un acord cu Union Oil⁠(d) în vederea construirii unei conducte către coasta Californiei. Totuși, ferma familiei Bandy rămâne un impediment.
În timpul unei discuții despre casa părintească, Daniel pune la îndoială povestea lui Henry și, sub amenințarea armei, îl interoghează. „Henry” mărturisește că a fost prieten cu adevăratul Henry, mort de tuberculoză, și că l-a imitat pe acesta cu scopul de a obține un loc de muncă. Într-un moment de furie, Daniel îl ucide pe impostor și îi îngroapă trupul.
A doua zi dimineața, Daniel este trezit de Bandy. Acesta știe de crima comisă și dorește ca Daniel să se pocăiască în biserica lui Eli dacă vrea să primească servitute pentru conducta sa. Ca parte a botezului său, Eli îl umilește pe Daniel și îl obligă să mărturisească că și-a abandonat fiul. Mai târziu, în timp ce conducta se află în construcție, H.W. revine în grija lui Daniel, iar Eli părăsește Little Boston cu scopul de a răspândi creștinismul în alte locuri.
În 1927, H.W. se căsătorește cu Mary Sunday, sora mai mică a fraților Sunday. Acesta îl vizitează pe Daniel, astăzi un alcoolic bogat care locuiește singur într-un conac imens. Cu ajutorul unei interpret în limbajul semnelor⁠(d), H.W. îi cere tatălui său să dizolve parteneriatul acestora deoarece dorește să-și înființeze propria companie de foraj în Mexic. Daniel reacționează violent și ia în derâdere hipoacuzia lui H.W. înainte să-i dezvăluie adevăratele sale origini: un „bastard dintr-un coș”. H.W. îi spune acestuia că este bucuros că nu sunt rude și pleacă; Daniel continuă să-l batjocorească în timp ce părăsește locuința.
Mai târziu, un Daniel beat este vizitat de Eli în sala de bowling⁠(d) din conacul său. Eli, astăzi predicator la radio, dorește să-i vândă lui Daniel drepturile asupra proprietății fermei Bandy după ce William Bandy a încetat din viață. Daniel este de acord, dar cu condiția ca Eli să-și denunțe credința și credibilitatea. Acesta acceptă, iar Daniel îi dezvăluie cu răceală că proprietatea este lipsită de valoare din moment ce puțurile învecinate deținute de el au exploatat aceeași sursă de petrol. Disperat, Eli îi mărturisește că și-a pierdut banii din cauza crizei financiare și este rătăcit moralmente. Daniel îl umilește pe acesta, iar apoi îl fugărește prin sala de bowling și-l bate până la moarte cu un popic. Când majordomul său apare să-l întrebe despre gălăgie, Daniel spune: „Am terminat”.

## Distribuție
- Daniel Day-Lewis - Daniel Plainview
- Paul Dano - Paul Sunday și Eli Sunday
- Kevin J. O'Connor - Henry
- Ciarán Hinds⁠(d) - Fletcher Hamilton
- Dillon Freasier⁠(d) - H. W. Plainview (copil)
  - Russell Harvard⁠(d) - H. W. Plainview (adult)
- Sydney McCallister - Mary Sunday (copil)
- Colleen Foy - Mary Sunday (adult)
- David Willis - Abel Sunday
- Hans Howes - William Bandy
- Paul F. Tompkins⁠(d) - Prescott
- Jim Downey⁠(d) - Al Rose
- David Warshofsky⁠(d) - H. M. Tilford
- Barry Del Sherman⁠(d) - H. B. Ailman